# Uniune personală
Uniunea personală este situația juridică rezultată atunci când două sau mai multe state diferite au același monarh, deși legile, frontierele și interesele lor rămân distincte. Diferă de o uniune politică și de o federație, care sunt considerate a fi un singur stat.
Aceste uniuni pot apărea din diverse motive, care pot fi de la coincidențe (de exemplu, o principesă căsătorită cu un rege străin devine printr-o conjunctură regină a țării de origine, iar fiul ei cel mai mare rămâne apoi rege al ambelor țări), până la acțiuni deliberate ce reprezintă uniri sau anexări intenționate. Ele pot fi oficializate prin legi care să specifice că cele două țări au același monarh, sau pot fi neoficiale, legile de succesiune diferite în cele două țări putând duce la un moment dat la desființarea uniunii personale.
Prin alegerea lui Alexandru Ioan Cuza ca domn al Moldovei în 5 ianuarie 1859 și al Țării Românești la 24 ianuarie 1859, el a realizat o uniune personală a celor două state.
Întrucât republicile își aleg șeful statului exclusiv dintre cetățenii lor, uniunile personale sunt apanajul monarhiilor, singurul contraexemplu modern fiind Principatul Andorra, în care unul din coprincipi este președintele Franței, celălalt fiind un episcop romano-catolic din Spania. În afara acestei uniuni personale, singura uniune personală existentă în vremurile noastre este cea între cele șaisprezece țări ale Commonwealth-ului.